# Embossage
Pour les articles homonymes, voir Embossage (homonymie).

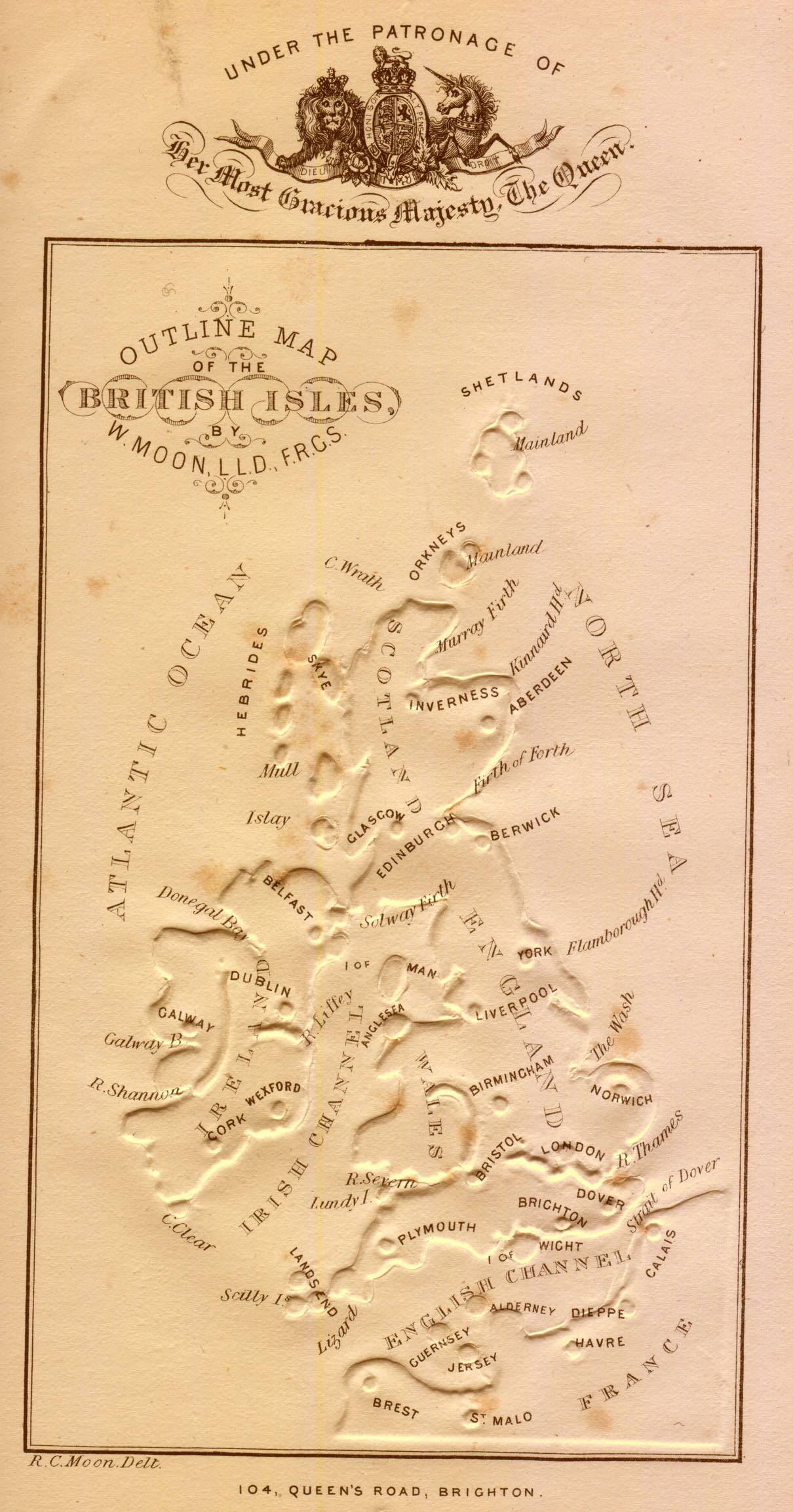
Carte des îles Britanniques, 1877.

L’embossage est une technique qui a pour objectif de créer des formes en relief dans du papier ou un autre matériau déformable. L’embossage est la version artisanale de l’emboutissage qui s’applique le plus souvent à de la tôle.

## Technique
On distingue deux types d’embossage : l’embossage à froid et l’embossage à chaud. Le premier se pratique avec un kit spécial composé principalement d’une forme dure qui permet de travailler le papier par déformation. Le second nécessite un pistolet chauffant et une poudre ad hoc. La poudre est posée sur le papier en suivant une forme prédéfinie et elle est ensuite chauffée pour lui donner son relief définitif.
L’embossage se distingue du repoussé qui est une technique employée en orfèvrerie ou en reliure. Il se distingue aussi du gaufrage[Comment ?], une technique d'impression.
L’embossage concerne les surfaces planes, au contraire du repoussage qui concerne les surfaces de révolution (par exemple : couvercle ou cache-pot en tôle) et nécessite un tour à repousser. En imprimerie et spécifiquement en typographie, aujourd’hui réutilisée sous son nom anglais de letterpress, l’embossage s’oppose au débossage, autrefois nommé foulage, effet de creux produit par la forte pression des caractères en relief. Débossage et embossage sont maintenant recherchés et accentués pour leur effet vintage.

## Documents officiels
L’authentification de documents officiels est parfois réalisée à l’aide d’un timbre sec mobile ou le document lui-même peut être timbré à l’aide d’une pince à gaufrer. 
Les notaires publics et les administrations utilisent souvent l’embossage, appelé aussi gaufrage, pour marquer les documents légaux : en français, on parle de « timbre sec ». C’est aussi le cas de diplômes obtenus dans les écoles supérieures et des certificats délivrés par les officiers d’état civil.

## Timbres postaux
L’embossage a régulièrement été utilisé avec les timbres postaux.  Quelques exemples anciens se trouvent en Italie, au Natal, en Suisse et au Royaume-Uni. Les timbres modernes utilisent parfois l’embossage.

## Loisirs
Cette technique est utilisée dans les loisirs créatifs. Dans le scrapbooking, elle permet d’agrémenter les photos de formes originales positionnées autour de celle-ci.

## Charcuterie
L'embossage est l'action consistant à farcir des boyaux de chair préparée (charcuterie) au moyen d'un poussoir (manuel ou mécanique) dans le but de réaliser saucisses, merguez, andouillettes, boudins, saucissons, etc..

## Galerie

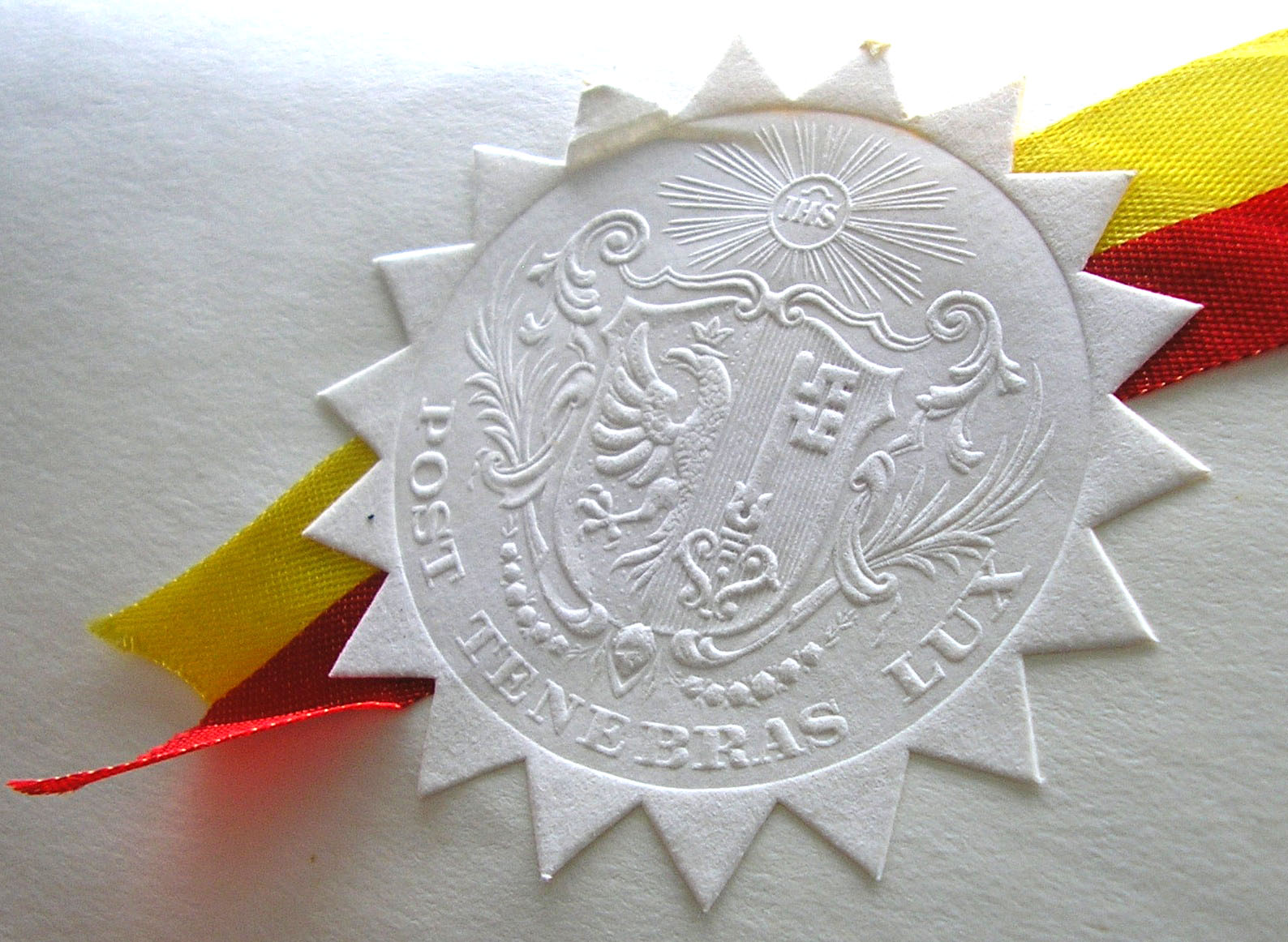
Diplôme de fin d’études supérieures, Genève, 1974.
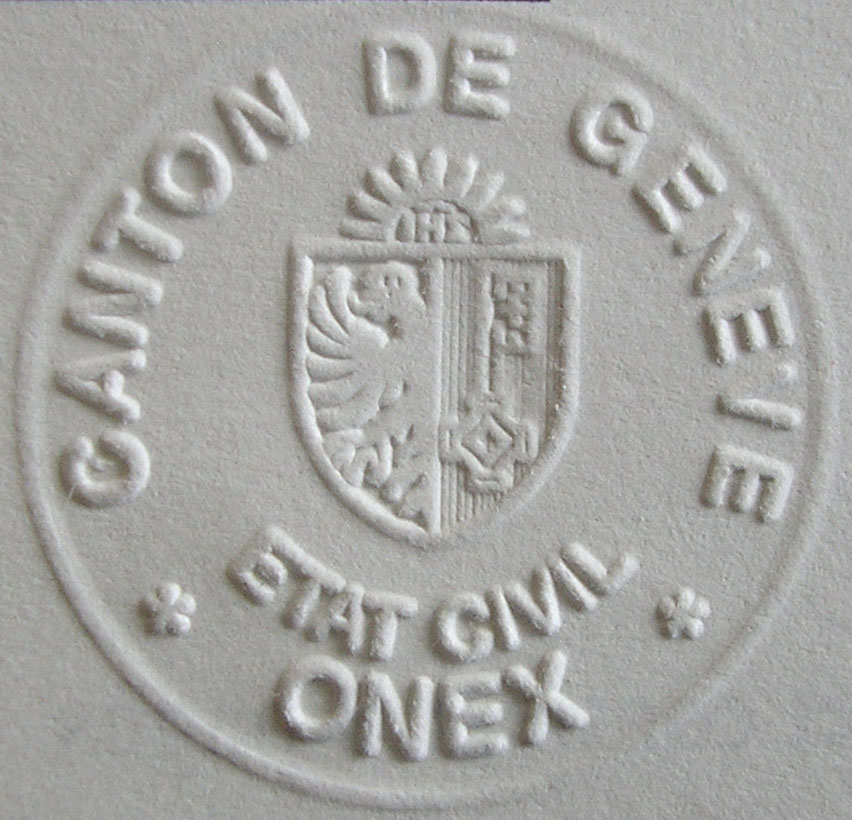
Livret de famille, Onex, 2001.
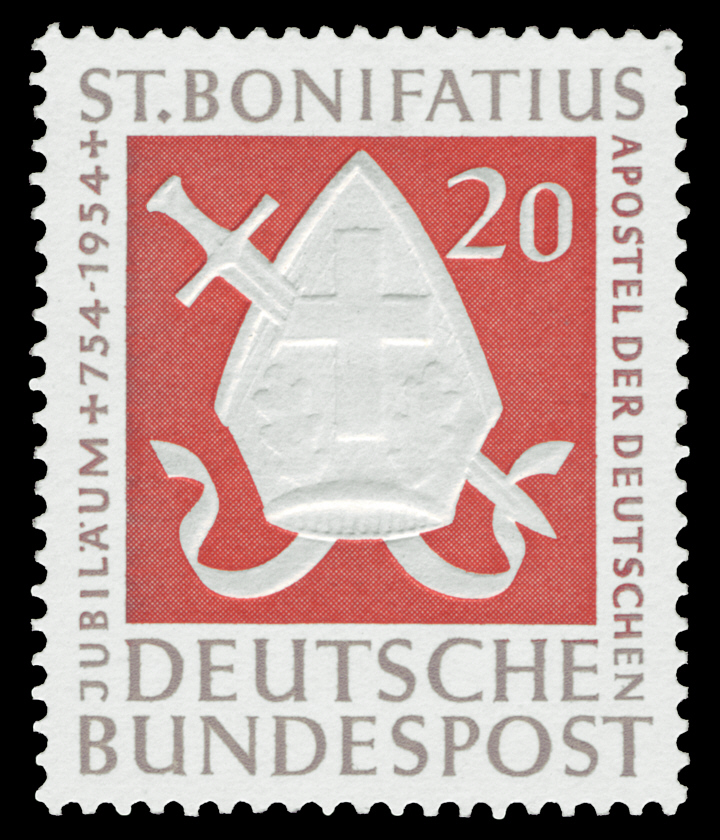
Timbre postal allemand, 1953.
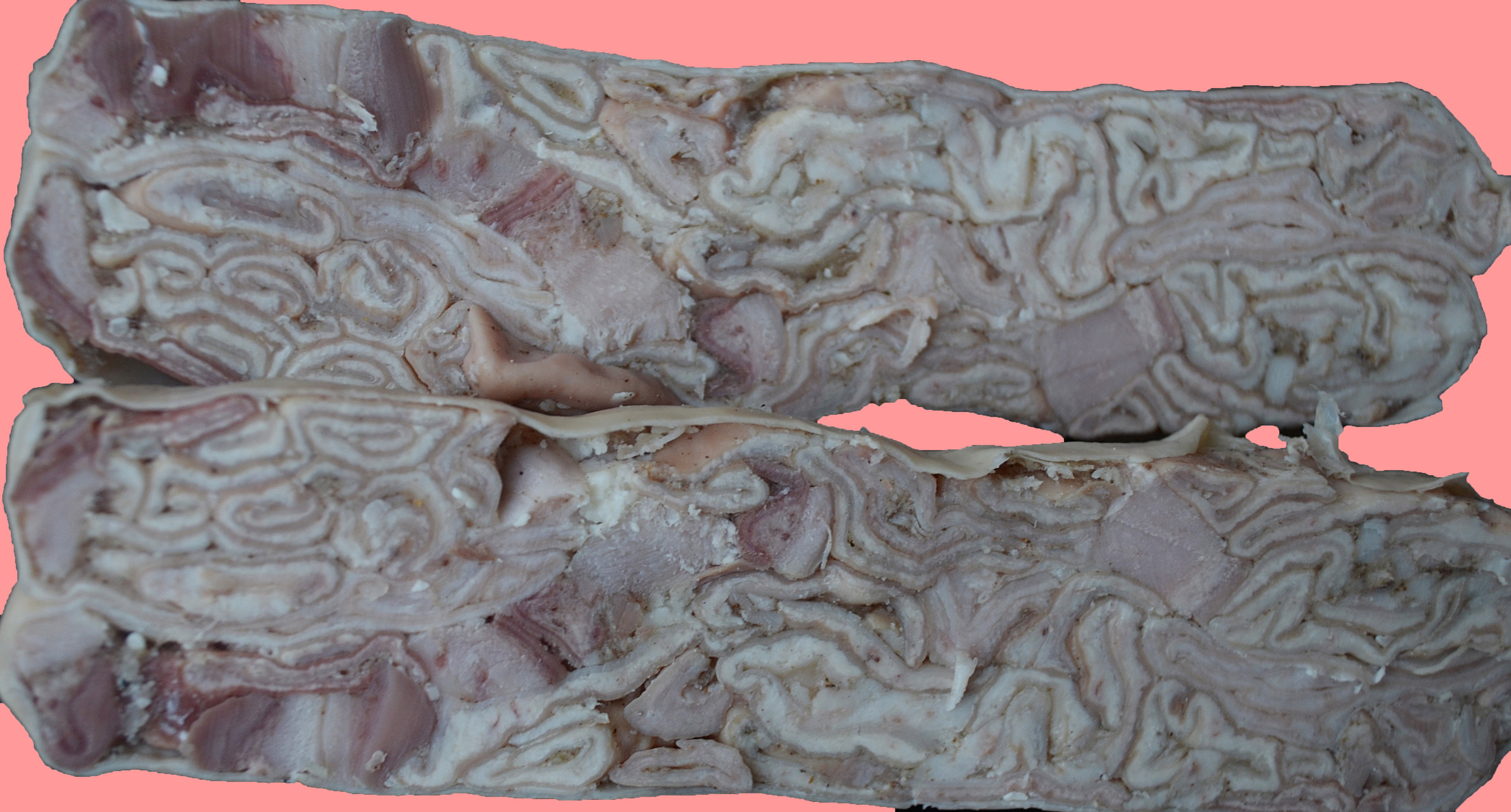
Coupe longitudinale d'une andouillette montrant le travail d'embossage.